# 익산시의회
익산시의회는 전북특별자치도 익산시 지역을 관할하는 기초의회이다.